# 스위스 중부
스위스 중부(Central Switzerland)는 지리적으로 스위스의 심장부이자 역사적으로 스위스의 기원인 알프스 산기슭 지역으로, 우리주, 슈비츠주, 옵발덴, 니트발덴주, 루체른주, 추크주가 있다.
스위스 중부는 NUTS2 통계 지역 중 하나이다. 따라서 루체른주, 우리주, 슈비츠주, 옵발덴주, 니트발덴주, 추크주를 포함한다.

## 같이 보기
- 스위스의 주